# Steponas Darius
Steponas Jucevičius Darašius, abbreviato in Steponas Darius e anglicizzato in Stephen Dario (Rubiškė, 8 gennaio 1896 – Soldin, 17 luglio 1933), fu un aviatore e, in precedenza, calciatore, statunitense d'origine lituana; partecipò con la Nazionale lituana di calcio ai Giochi olimpici di Parigi del 1924 e fu militare sia nell'esercito lituano che in quello statunitense. Morì in un incidente aereo in Pomerania nel luglio 1933, a 37 anni, durante un tentativo di trasvolata oceanica da New York a Kaunas.

## Biografia
Nato a Rubiškė, nel Governatorato Kovno dell'impero russo, Darašius emigrò negli Stati Uniti con la sua famiglia nel 1907. Nel 1917 entrò a far parte dell'esercito degli Stati Uniti, dopo gli Stati Uniti entrarono nella prima guerra mondiale, e cambiò il suo nome in Dario. Lavorò come operatore telefonico nel 149º Reggimento Artiglieria Field, combatté in Francia, e ferito ricevette infine la medaglia Purple Heart. Nel 1920 tornò in Lituania e si arruolò nell'esercito lituano, ricevendo il diploma di scuola militare nel 1921. Contribuì ad organizzare la rivolta di Klaipėda del 1923. Mentre viveva in Lituania completò l'addestramento per diventare pilota aereo. Nel 1927 tornò negli Stati Uniti e iniziò a lavorare nel settore dell'aviazione civile. Inizialmente fondò la Airways South Bend, in collaborazione con Carl G. Jordan di South Bend, Indiana. La loro flotta era composta di un Pheasant H-10 e un Eaglerock Longwing. Visse un periodo a casa del socio Jordan prima di trasferirsi a Chicago.
Mentre viveva in Lituania si è interessato attivamente in varie discipline sportive. Ha avviato la costruzione del primo stadio di Kaunas, che fu in seguito chiamato dopo la sua morte S. Darius e S. Girėnas Stadium. Ha giocato a basket, baseball, hockey su ghiaccio, e praticato il pugilato e atletica. Poiché fu il primo a pubblicare opuscoli sul basket e baseball, è considerato il promotore lituano di questi sport. Egli fu anche il primo presidente dell'Educazione Fisica dell'Unione Lituano e uno dei fondatori di Sporto Žurnalas (rivista sportiva).
Il 15 luglio 1933, insieme a Stasys Girėnas, tentò un volo non-stop da New York, Stati Uniti d'America a Kaunas, Lituania, per un totale di 7186 km, guidando un Bellanca CH-300 Pacemaker denominato "Lituanica". Dopo aver attraversato l'Oceano Atlantico in 37 ore e 11 minuti, si è schiantato il 17 luglio, alle 00:36 (Ora di Berlino), dal villaggio di Kuhdamm, nei pressi di Soldin, Germania (ora Pszczelnik, vicino alla zona Myślibórz, Polonia), molto probabilmente a causa delle condizioni atmosferiche difficili combinati con problemi al motore. Entrambi gli aviatori rimasero uccisi nello schianto. Avevano coperto una distanza di 6.411 chilometri senza atterrare, ed erano a soli 650 km dalla loro destinazione finale.
Un monumento a Darius e Girėnas si trova nell'angolo nord-est di Marquette Park di Chicago.

## Carriera da calciatore

### Club
Nel periodo in cui giocò in nazionale militava nel LFLS di Kaunas, squadra con cui ha vinto almeno un campionato lituano.

### Nazionale
Prese parte al primo storico incontro della nazionale lituana, l'amichevole contro l'Estonia disputata il 24 giugno 1923.
Convocato per i Giochi olimpici di Parigi del 1924, non scese in campo nell'unico incontro disputato dalla sua nazionale, sostituito in porta da Valerijonas Balčiūnas.
Il suo secondo e ultimo incontro fu l'amichevole contro la Lettonia del 16 agosto 1924.

### Cronologia presenze e reti in nazionale
| Cronologia completa delle presenze e delle reti in nazionale ― Lituania | Cronologia completa delle presenze e delle reti in nazionale ― Lituania | Cronologia completa delle presenze e delle reti in nazionale ― Lituania | Cronologia completa delle presenze e delle reti in nazionale ― Lituania | Cronologia completa delle presenze e delle reti in nazionale ― Lituania | Cronologia completa delle presenze e delle reti in nazionale ― Lituania | Cronologia completa delle presenze e delle reti in nazionale ― Lituania | Cronologia completa delle presenze e delle reti in nazionale ― Lituania |
| Data                                                                    | Città                                                                   | In casa                                                                 | Risultato                                                               | Ospiti                                                                  | Competizione                                                            | Reti                                                                    | Note                                                                    |
| ----------------------------------------------------------------------- | ----------------------------------------------------------------------- | ----------------------------------------------------------------------- | ----------------------------------------------------------------------- | ----------------------------------------------------------------------- | ----------------------------------------------------------------------- | ----------------------------------------------------------------------- | ----------------------------------------------------------------------- |
| 24-6-1923                                                               | Riga                                                                    | Lettonia                                                                | 6 – 3                                                                   | Lettonia                                                                | Amichevole                                                              | -5                                                                      |                                                                         |
| 16-8-1924                                                               | Kaunas                                                                  | Lituania                                                                | 0 – 5                                                                   | Estonia                                                                 | Amichevole                                                              | -4                                                                      |                                                                         |
| Totale                                                                  |                                                                         | Presenze                                                                | 2                                                                       |                                                                         | Reti                                                                    | -9                                                                      |                                                                         |

## Palmarès

### Club

#### Competizioni nazionali
- Campionato lituano: 1

LFLS Kaunas: 1923